# Osorno (província)
Osorno é uma das províncias do Chile. A província  se localiza no norte da Região de Los Lagos. Tem uma superfície de 9.223,7 km² e possui uma população de 221.509 habitantes. 
A capital da província é a bela cidade de Osorno.

## Geografia

### Posição geográfica
A província limita-se a leste com a Argentina; a oeste com o Oceano Pacífico; ao norte com a recém criada Província de Ranco; ao sul com a Província de Llanquihue
localiza-se a 913 quilômetros de Santiago e a 260 quilômetros de San Carlos de Bariloche, Argentina, com a qual comunica-se através do Passo Internacional Cardenal Antonio Samoré.  
Nesta zona se apresenta a seguinte geografia: 
- A Cordilheira dos Andes se apresenta fortemente erodida pela ação do gelo.
- No limite com a depresão intermediária ocorre a formação de diversos lagos: Llanquihue, Puyehue e Rupanco.
- A zona da depressão intermediária também encontra-se erodida pela ação glacial.
- A cordilheira da Costa possui uma altitude que lhe permite atuar como barreira para os ventos, impedindo a influência marítima no interior.
- As planícies litorâneas são relativamente estreitas, com muitas praias e baías.

### Clima
O clima é temperado marítimo frio chuvoso, com precipitação anual próximo a 3.000 mm. A temperatura media anual é de 10,7° C com média no verão de 14°C e de 5°C no inverno.

### Comunas pertencentes à província de Osorno
A província está constituída por 6 comunas:  
- Osorno;
- Puerto Octay;
- Purranque;
- Puyehue;
- Río Negro;
- San Pablo;
- San Juan de la Costa.

## Atrativos turísticos
A província destaca-se por sua  grande beleza natural, sobre tudo por:
- As comunas lacustres de Puerto Octay e Puyehue, onde a influência alemã é evidente, nas construções e na gastronomia principalmente. Os principais atrativos turísticos  da região são seus belos lagos: Llanquihue, Puyehue e Rupanco; O Parque Nacional Puyehue é um importante centro turístico no qual encontram-se os centros termais de Puyehue e Aguas Calientes; o parque também conta com o centro de esqui Antillanca.

- As comunas costeiras de Purranque, Río Negro e San Juan de la Costa, que presentam uma ampla zona costeira, rica em recursos naturais, pouco habitada e em muitas partes inexplorada. Esta zona apresenta uma grande quantidade de praias com destaque para os balneários de Pucatrihue e Maicolpue.

## Actividade econômica
A principal atividade econômica da província, exceto os serviços, é a pecuária, sendo Osorno a capital leiteira e da pecuária de corte do Chile. 